# X 4630
,,,
Les X 4630 sont des autorails bi-caisses (comportant une motrice et une remorque), 3e série de la famille surnommée « caravelles », appartenant à la Société nationale des chemins de fer français (SNCF), qui les classifie dans les éléments automoteurs diesel (EAD). Ils ont circulé en service commercial sur le réseau ferroviaire français de 1971 à 2011. Depuis, il en reste quelques exemplaires pour des essais divers, d'autres sont revendus en Roumanie ou à des associations.

## Histoire

### Origine
Lors de leur livraison, ces éléments automoteurs sont dotés de la décoration extérieur en vogue dans les années 1960 à la SNCF, le rouge et blanc crème en partie supérieure. L'aménagement intérieur comprend cinq places de front (3 + 2) sur des banquettes de 2e classe.
Ils se différencient de la deuxième série, les X 4500, par une boîte de vitesses à transmission hydraulique Voith qui permet de supprimer les à-coups à chaque changement de vitesse. Le moteur Saurer est le même.

## Lignes desservies
- Sarreguemines - Sarre-Union
- Strasbourg - Sarreguemines
- Sarreguemines - Béning
- Reims - Laon
- Laon - Paris
- Lyon - Grenoble
- Lyon - Tassin - Brignais
- Lyon - Tassin - Lozanne
- Lyon - Tassin - Sain-Bel
- Lyon - Bourg-en-Bresse
- Vitry-le-François - Chaumont - Culmont-Chalindrey
- Nantes - La Roche-sur-Yon - Les Sables-d'Olonne
- Nantes - Sainte-Pazanne - Pornic
- Nantes - Sainte-Pazanne - Saint-Gilles-Croix-de-Vie
- Angers - Cholet

## Dépôts, Établissements Publics Régionaux[5],[6],[7],[8],[9],[10],[11]

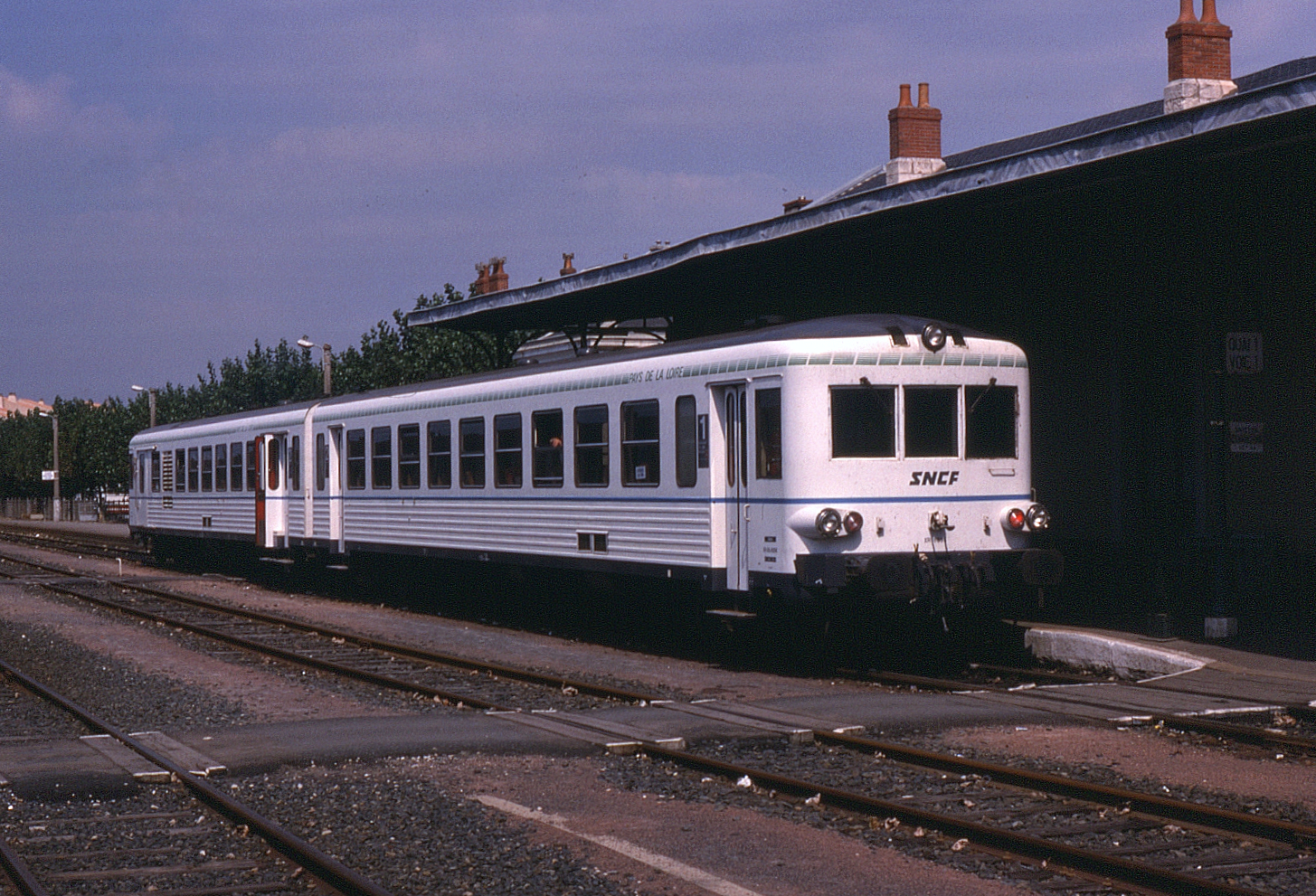
X 4697 en rénovation légère aux Sables-d'Olonne en 1989.

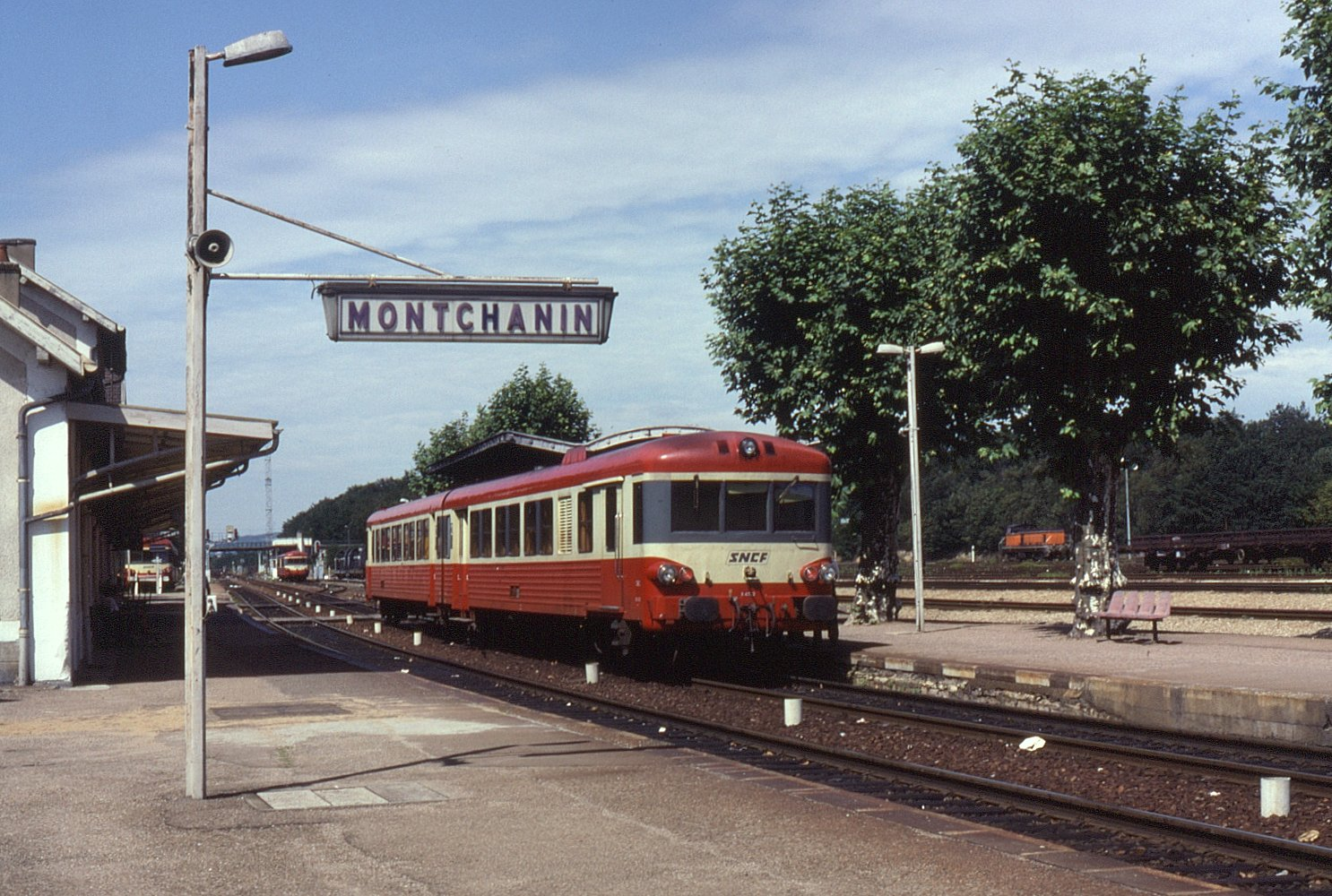
X 4716 d'origine à Montchanin en 1992.

La série des X 4630 a été entretenue par cinq dépôts : Épernay, Longueau, Lyon-Vaise, Nantes et Nevers.

### Situation au 31 décembre 1971
- Nevers, 15 engins en service au total

### Situation au 1er janvier 1976[5]
- Nevers et Lyon-Vaise, 40 engins en service

### Situation au 1er janvier 1979[6]
- Longueau, 32 engins en service[6]
- Lyon-Vaise, 46 engins en service[6]
- Nevers, 34 engins en service[6]

(soit un total de 112 engins en service car l'X 4665 de Nevers ne figure pas dans l'ouvrage en référence)

### Situation au 1er janvier 1986[7]
- Longueau, 15 engins en service[7]
- Lyon-Vaise, 28 engins en service[7]
- Nantes, 17 engins en service[7]
- Nevers, 53 engins en service[7]

(soit un total de 113 engins en service)

### Situation au 1er janvier 1992[8]
- Longueau, 20 engins en service non modernisés[8]
- Nantes, 25 engins en service répartis entre 2 non modernisés, 21 qui le sont légèrement "Livrée Ambulance" et 2 TER Pays de la Loire lourdement[8]
- Nevers, 32 engins en service[8]
- Lyon-Vaise, 36 engins en service répartis entre 34 non modernisés et 2 TER Rhône-Alpes qui le sont lourdement[8]

(soit un total de 113 engins en service)

### Situation au 1er janvier 1994[9]
- Longueau, 18 en service répartis entre 12 non modernisés et 6 TER Picardie qui le sont lourdement[9]

- Nantes, 27 en service répartis entre 21 qui sont légèrement modernisés dites "Livrées Ambulance" et 6 TER Pays de la Loire qui le sont lourdement[9]
- Nevers, 30 en service répartis entre 25 non modernisés et 5 TER Bourgogne qui le sont lourdement[9]
- Lyon-Vaise, 38 en service répartis entre 36 non modernisés et 2 TER Rhône-Alpes qui le sont lourdement[9]

(soit un total de 113 engins en service)

### Situation au 1er janvier 1998[10]
- Longueau, 21 en service en modernisation lourde TER Picardie[10]
- Nantes, 25 en service répartis entre 6 non modernisés, 9 modernisation légère Pays de la Loire, 9 qui sont ex de cette région et 1 transformation[10]
- Nevers, 24 en service répartis entre 18 non modernisés et 6 TER Bourgogne qui le sont lourdement[10]
- Lyon-Vaise, 45 en service répartis entre 42 non modernisés, 3 qui le sont lourdement dont deux TER Rhône-Alpes[10]

(soit un total de 115 engins en service)

### Situation au 1er janvier 2003[11]
- Longueau, 20 engins en service en modernisation lourde TER Picardie[11]
- Nantes, 16 engins en service en modernisation lourde TER Pays de la Loire[11]
- Nevers, 22 engins en service répartis en 13 non modernisés, 3 SNCF qui le sont légèrement et 6 TER Bourgogne qui le sont lourdement[11]
- Lyon-Vaise, 56 engins en service répartis en 45 non modernisés, 9 TER Rhône-Alpes qui le sont légèrement et 2 qui le sont lourdement[11]

(soit un total de 114 engins en service)

### Situation au 1er janvier 2007[12]
- Longueau, 13 engins en service malgré une dotation de 20 TER Picardie avec renforcement de cabine dont 3 ex modernisation légère Pays de la Loire[12]
- Lyon-Vaise, 52 engins en service répartis entre 32 non modernisés, 17 TER Rhône-Alpes qui le sont légèrement, 2 qui le sont lourdement avec 1 Bourgogne[12]
- Nantes, 16 engins en service en renforcement de cabine TER Pays de la Loire dont 8 sont des ex modernisation légère de cette région[12]
- Nevers, 23 engins en service répartis entre 17 non modernisés et 6 TER Bourgogne qui le sont lourdement[12]

(soit un total de 104 engins en service)

### Situation de 2009 à 2011
- La Région Picardie possédait encore quelques exemplaires en service (4 rames) pour le TER Picardie. Deux rames ont été radiées en avril 2009, les deux autres ont été transférées à l'activité « Infra ». Quelques mois avant sa radiation, l'une d'elles (X4666) fut exposée à la Fête de la Vapeur 2009 au côté de son remplaçant, l'X 76500. Vers 19h10, l'engin quittait les emprises CFBS pour son dernier voyage jusqu'à Longueau.
- Il reste encore en service, 45 rames dans les dépôts de Nevers (13), Nantes (7) et Lyon-Vaise (23).

Les derniers engins en circulation, appartenant au dépôt de Nevers, ont tous été retirés du service en juillet 2011.
Quelques épaves stationnent encore en gare de Nevers, au dépôt de Lyon-Vaise et sur le triage de Saint-Germain-au-Mont-d'Or.
L'X 4744 est l'ex X 94630 qui était en livrée bleue et jaune cantonné à la relation Cannes - Ranguin.

### En service

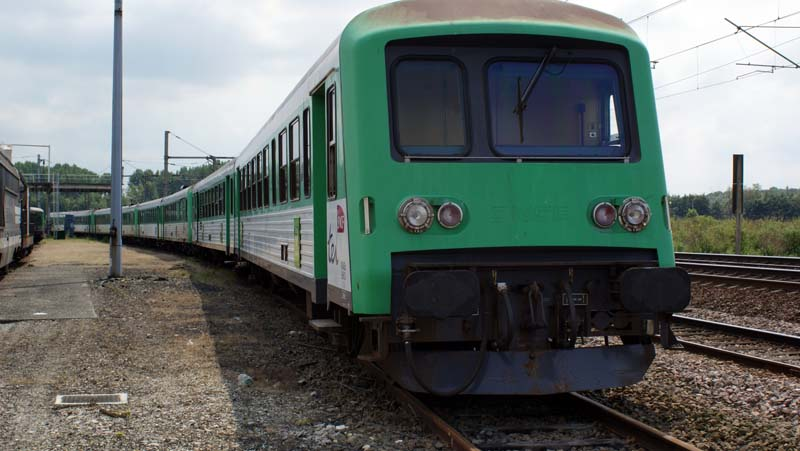
Quatre X4630 garés au dépôt de Longueau (X4666, X4716, X4648 et X4659).

- De nombreux engins de cette série ont été vendus aux chemins de fer de Roumanie où ils assurent des roulements réguliers.

### Autorail préservés
- X 4630 : Chemin de fer touristique du sud des Ardennes à Attigny
- X 4647 : Chemin de fer touristique du sud des Ardennes à Attigny
- X 4691 : Amicale pour la mise en valeur de la ligne Caen-Flers (ACF), à Berjou (61)
- X 4709 : CF Train du Pays Cathare et du Fenouillèdes (envoyé à la casse en février 2023)
- X 4719 : Chemin de fer touristique du sud des Ardennes à Attigny
- X 4730 : CF Train du Pays Cathare et du Fenouillèdes (envoyé à la casse en février 2023)

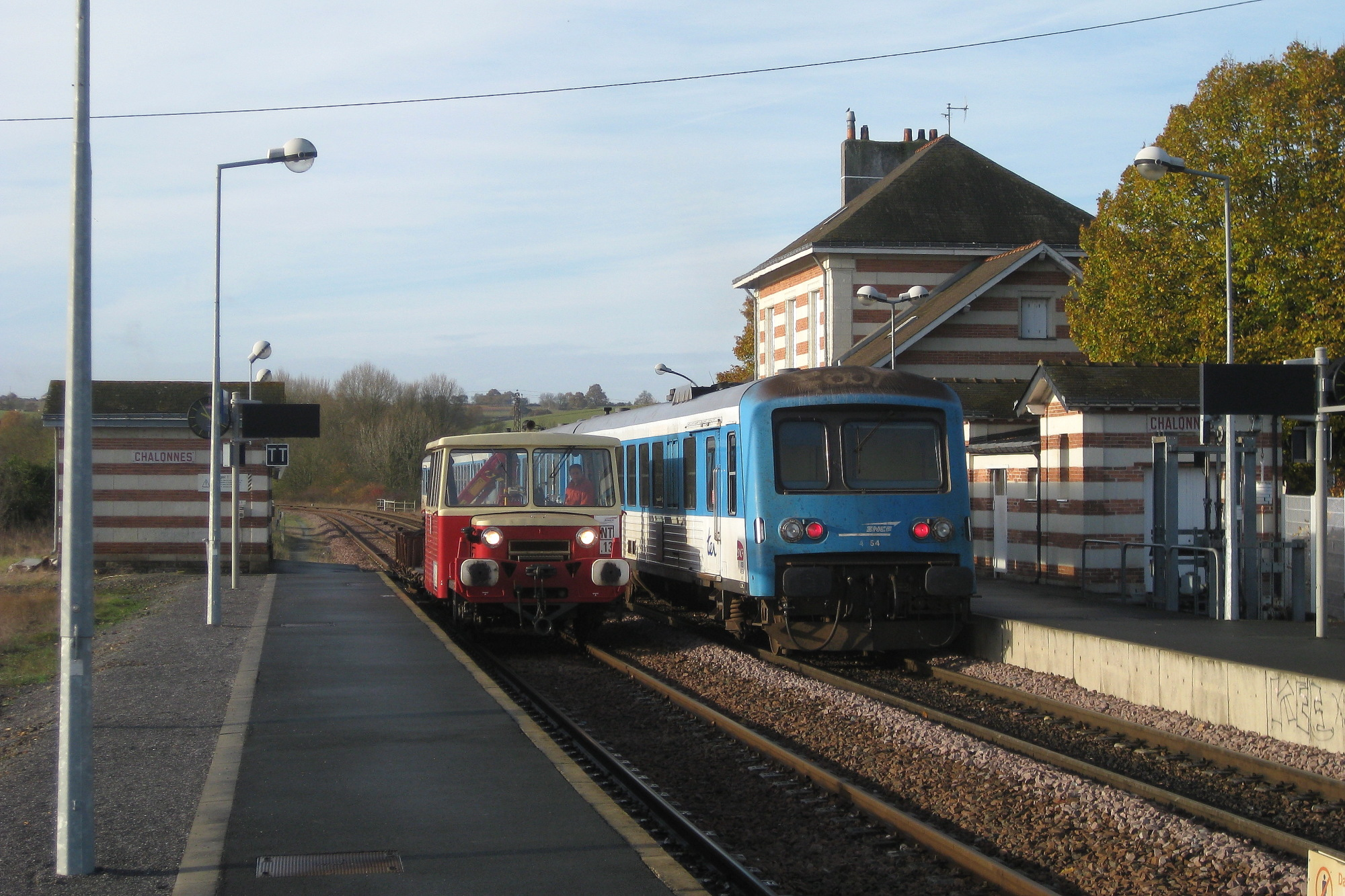
X 4630 et draisine à Chalonnes en 2008.

## Modélisme
Ces autorails ont été reproduits par la firme Jouef. La firme LS Models a reproduit les EAD X4300 et X4500.